# Tösse skärgård

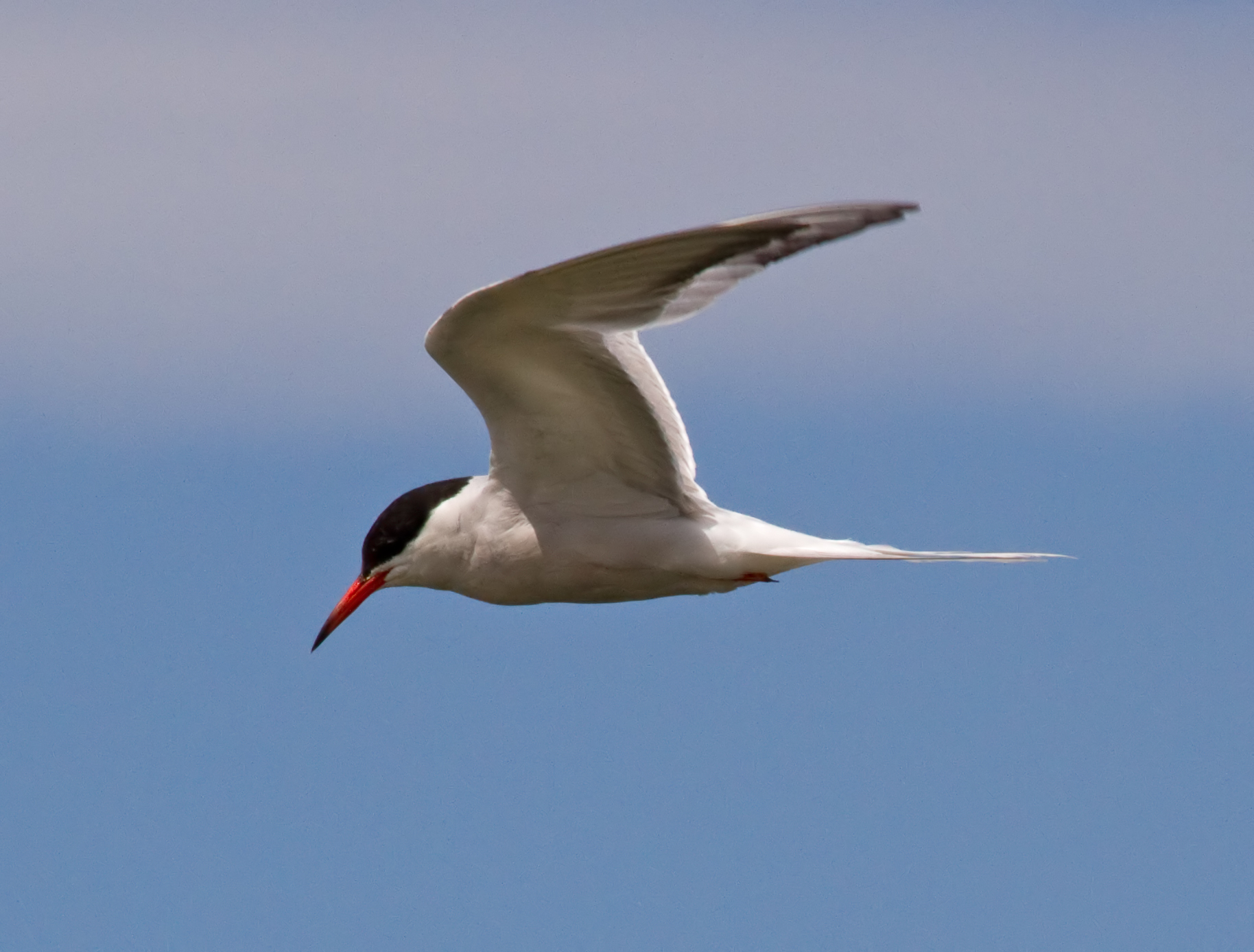
Fisktärna

Tösse skärgård är ett naturreservat i Åmåls kommun i Västra Götalands län.
Denna skärgård är belägen söder om Åmål i sjön Vänern strax öster om tätorten Tösse. Det omfattar 2 215 hektar och är skyddat sedan 1997. Ett 30-tal öar ingår liksom kringliggande vatten. 
Området innehåller både skogbevuxna öar och kala kobbar. Sandön skiljer sig från övriga genom att den består av en rullstensås och att det finns sandstrand. I övrigt växer det lövskog och en del tallskog på öarna.
I reservatet är fågellivet rikt. Där ses fiskgjuse, lärkfalk, gräsand, knipa, gråtrut, fiskmås, fisktärna, havstrut, storskrake och storlom. I de större öarnas skog finns tjäder, ringduva, spillkråka och trädpiplärka.
På två platser finns rester av fornborgar och det finns flera bronsåldersgravar.